# La Khovanchtchina
La Khovanchtchina (en russe : Хованщина, « Drame musical populaire ») est un opéra posthume en cinq actes de Modeste Moussorgski, d'après un livret qu'il a lui-même rédigé en s'inspirant des événements de la révolte de Moscou de 1682 ainsi que des autres révoltes des streltsy de 1689 et 1698.

## Contexte de composition et différentes versions
Écrite entre 1872 et 1880, l'œuvre était incomplète et n'avait pas été encore jouée à la mort du compositeur en 1881 hormis quelques extraits avec la cantatrice Daria Leonova lors de concerts privés à Peterhof pendant l'été 1878.
Nikolaï Rimski-Korsakov finalisa le matériau laissé par Moussorgski en 1881-82, y apportant de nombreuses coupures (Actes I, II, III) , quelques compléments (Acte V) et réécritures du texte musical original. Cette version fut publiée en 1883 et créée en 1886.
En 1913, Diaghilev décide de présenter l’œuvre « originale et sans coupures » au théâtre des Champs-Élysées avec sa troupe, Il charge de la réorchestration de certains passages Maurice Ravel (actes I et III) et Igor Stravinsky (chœur final). En fait, il procèdera ensuite à de nouvelles importantes coupures (notamment tout l'acte II), bien plus que celles opérées par Rimski-Korsakov. Le succès fut néanmoins au rendez-vous, grâce à Chaliapine, aux décors de Fedor Fedorovski et à la chorégraphie d'Adolph Bolm pour les scènes de ballet. De cette version, seul le chœur final écrit par Stravinsky est encore joué de nos jours.
1931 : première production à New York.
La version de Rimski-Korsakov est restée jouée jusque dans les années 1980.
En 1958-59, Dmitri Chostakovitch orchestra l'opéra d'après l'édition critique par Pavel Lamm de l'original moussorgskien pour chant et piano (1931). Cette version, représentée au Théâtre Kirov de Leningrad (actuel Théâtre Mariinsky de Saint-Pétersbourg) le 25 novembre 1960, est la plus respectueuse de l'esprit de l’œuvre et est de nos jours la plus souvent jouée.

## Représentations
La création (version de Nikolaï Rimski-Korsakov) a eu lieu le 21 février 1886 à Saint-Pétersbourg, non pas au Théâtre Mariinsky (dont le comité de lecture avait rejeté la partition) mais dans la salle Kamonov par une troupe d'amateurs.
En 1892, l'opéra a été monté à Kiev par la troupe russe privée d’Iosif Setov. Il y avait alors encore quelques productions montées par des troupes d'amateurs.
Le premier succès est venu à l'opéra avec une mise en scène de la troupe de Savva Mamontov, présentée à Moscou le 12 novembre 1897 avec Fédor Chaliapine – Dossifeï.
En 1911, à l'initiative de Chaliapine, l’œuvre est enfin donnée au Théâtre Mariinsky (avec quelques coupures complémentaires).
1913: elle est donnée à Paris par Diaghilev et avec Chaliapine au théâtre des Champs-Élysées (voir ci-dessus).
1913: première représentation à Londres.
1923: première représentation (en français) à l'Opéra de Paris.
1931: première représentation à New-York.
1950: première représentation (en anglais) au Metropolitan Opera de New York. Reprise (en russe) seulement en 1985.
25 novembre 1960: création au théâtre Kirov de Leningrad de la version de Chostakovitch (voir ci-dessus).

## Argument

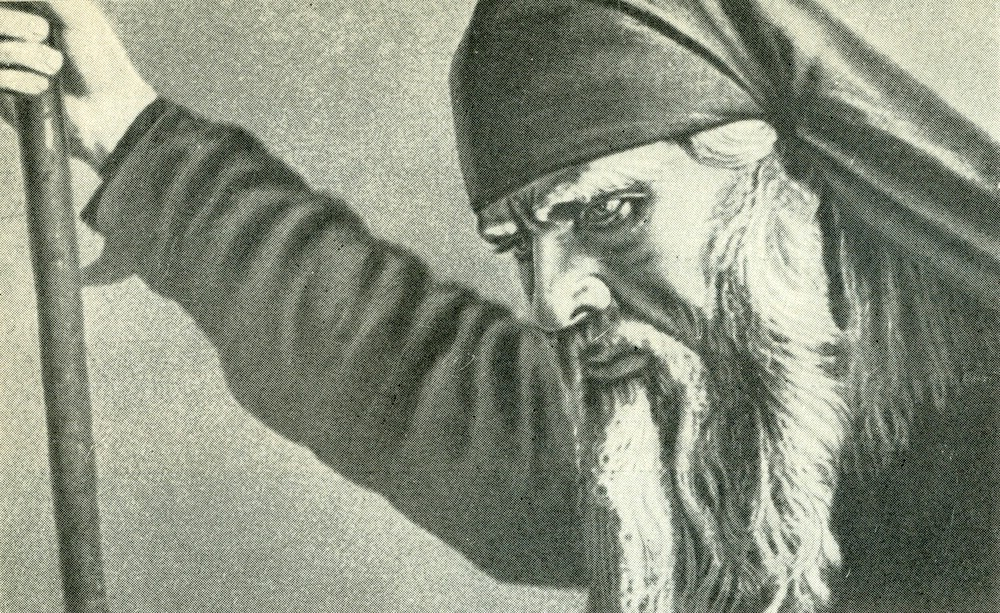
Chaliapine dans le rôle de Dosithée en 1912.

À l'instar de l'œuvre précédente de Moussorgski (Boris Godounov), la Khovanchtchina s'inspire librement d'épisodes de l'histoire russe, liés à la confrontation des « anciens » (les Vieux-Croyants, les « Schismatiques ») et des « modernes » (dont Pierre le Grand) de l’Église Orthodoxe russe à la suite des réformes introduites par le Patriarche Nikon en 1666-67.
En 1682, le régiment moscovite des streltsy placé sous la conduite d'Ivan Khovanski, un Vieux-Croyant, se révolte en assaillant les gardes du palais des Tsars. La révolte est réprimée dans le sang. Khovansky et son fils sont décapités. La régente Sophia confie la responsabilité des Streltsy à Shaklovity. En 1689, la régente Sophia, avec le prince Golitzyne, suscite une seconde révolte des Streltsy, menée par Shaklovity, en vue de se débarrasser du futur Pierre Le Grand, son demi-frère, alors âgé de 17 ans. Cette révolte échoue : Pierre prend le pouvoir, Shaklovity est exécuté, Golitsyne est envoyé en exil et Sophia au couvent. En 1698, il y eut une troisième révolte des Streltsy qui fut réprimée violemment et à l'issue de laquelle de larges groupes de Vieux-Croyants se sont immolés.
Dans l'opéra, les trois révoltes, qui se déroulent sur l'espace de 16 ans, sont condensées en un seul évènement: la cohérence de l'opéra en souffre quelque peu. L'action se déroule sur deux plans avec d'un côté les princes Khovansky, le prince Golitzyne et le chef des « Vieux-Croyants » Dossifeï et de l'autre le peuple avec les Streltsy et les Vieux-Croyants.

### Personnages
- Prince Ivan Khovansky, chef des streltsy - basse
- Prince Andreï Khovansky, son fils - ténor
- Prince Vasili Golitsyne - ténor
- Dossifeï, chef des Vieux-Croyants - basse
- Marfa, femme appartenant aux Vieux-Croyants - mezzo
- Chaklovity, un boyard - baryton-basse
- Emma, une jeune fille du quartier allemand - soprano
- Scribe, ténor
- Susanna, femme appartenant aux Vieux-Croyants - soprano
- Kuzka, un strelets - ténor
- Streshnev, un jeune héraut - ténor
- Varsonofiev, confident de Golitsyne - basse

### Acte I
L'opéra débute par un paisible et magnifique prélude Andante tranquillo évoquant le lever de soleil au-dessus de la ville de Moscou embrumée.
Sur la place Rouge.
Chaklovity, un boyard dicte au Scribe une lettre anonyme destinée au tsar pour le prévenir d'une rébellion de Khovansky (capitaine des gardes Streltsy et des Orthodoxes). Ivan Khovansky arrive et promet une foule de gens pour défendre le tsar contre cette trahison. Andreï Khovansky, le fils d'Ivan, poursuit Emma, une allemande, mais est stoppé dans son élan par Marfa (Martha), son ancien amour, devenue vieille-croyante. Ivan menace de tuer Emma, mais il en est empêché par l'arrivée de Dossifeï, le chef des vieux-croyants. Marfa part avec Emma.

### Acte II
La maison du prince Golitzyne.
Marfa prédit au prince son destin et lui déclare qu'il va perdre le pouvoir. Lorsqu'elle part, Golitzyne ordonne à ses serviteurs de la tuer. Ivan Khovansky apparaît et se plaint que Golitzyne se soit mêlé aux Boyards, mais Dossifeï entre et les persuade de s'allier. Marfa, qui a été sauvée par les gardes du tsar, réapparait, suivie par Shaklovity, qui leur annonce que le tsar a été prévenu de leur complot.

### Acte III
Quartier des Streltsy
Suzanna, une autre disciple des vieux-croyants entend Marfa chanter son amour pour Andreï Khovansky. Elle dénonce sa sensualité et l'accuse de sorcellerie. Dossifeï arrive et la réduit au silence. Shaklovity évoque les souffrances du peuple russe dues aux Streltsy. Les Streltsy apparaissent et sont réprimandés par leurs femmes pour leur ivrognerie. Le Scribe vient annoncer que les Streltsy sont attaqués par les troupes du Tsar. Ils demandent à Ivan Khovansky de les mener au combat, mais celui-ci leur ordonne de rentrer tranquillement chez eux.

### Acte IV
La maison d'Ivan Khovansky.
Khovansky est averti par un servant de Golitzyne qu'il est en danger mais il ignore l'avertissement et regarde la danse de ses jeunes servantes. Shaklovity entre et le tue.
Sur la Place Rouge.
Golitzyne est contraint à l'exil. Dossifeï pleure la chute des conspirateurs. Marfa offre refuge avec les Vieux-Croyants à Andreï, qui a appris le décès de son père. Les Streltsy sont condamnés à être exécutés. Pierre le Grand, par l'intermédiaire d'un émissaire, intervient pour leur pardonner (cela n'est pas conforme à la réalité historique).

### Acte V
Dans une forêt.
Dossifeï et ses partisans se préparent à un suicide collectif. Alors que Dossifeï, Marfa, Andreï et les vieux-croyants périssent dans les flammes d'une chapelle en feu, les soldats de Pierre le Grand arrivent pour essayer de les capturer, en vain.

## Discographie sélective
- Boris Khaïkine, 1946 (avec Mark Reizen, Dossifeï) - version de Rimski-Korsakov
- Vassili Nebolsin, 1951 (avec Mark Reizen, Dossifeï) - version de Rimski-Korsakov
- Boris Khaïkine, 1972 (avec Alexandr Ognivtsev  - Dossifeï, Irina Arkhipova - Marfa, Alekseï Maslennikov - Golitsyne, Alekseï Krivtchenia - Ivan Khovansky (le critique musical Viktor Korchikov a écrit : Aleksey Krivtchenia s'est retourné à l'activité créatrice après presque dix années de retraite spécialement pour cette entrée[3]) - version de Rimski-Korsakov
- Artur Rodziński, 1958 (avec Boris Christoff, Dossifeï) - version de Rimski-Korsakov
- Claudio Abbado, 1990 (avec Aage Haugland - Ivan, Paata Burchuladze - Dossifeï, Heinz Zednik - le Scribe) - version de Chostakovitch avec chœur final de Stravinsky (Deutsche Grammophon)
- Valery Gergiev, 1991 (avec Bulat Minjelkiev - Ivan ; Olga Borodina - Marfa ; Vladimir Galouzine - Andreï ; Nikolaï Ohotnikov - Dossifeï) - version de Chostakovitch (Philips Classics)

## Filmographie
- Film de Vera Stroeva, 1959, avec Mark Reizen, Aleksei Krivchenia, Anton Grigoriev, Maïa Plissetskaïa , orchestre et chœurs du Bolchoï, dirigés par Ievgueni Svetlanov (version de Chostakovitch)